# Tutto quello che ho di te
Tutto quello che ho di te è il terzo singolo promozionale estratto dall'album Il giardino delle api di Marco Masini, scritto con Giuseppe Dati e Goffredo Orlandi. 

## Tracce
1. Tutto quello che ho di te - (3:24)